# Chipée
Pour plus de détails, voir Fiche technique et Distribution.
Chipée est un film français réalisé par Roger Goupillières, sorti en 1938.

## Synopsis
Un homme d'affaires, Masson, qui aime faire la noce, veut obliger son associé, Chabrat, grand travailleur sur lequel repose le succès de leur magasin de mode, à ne pas s'éloigner de Paris. Pour cela, il s'entend avec une jeune danseuse de cabaret, Zizi pour qu'elle feigne, moyennant finances, de tomber amoureuse de Chabrat qui, lui, souhaite plus que tout être aimé pour lui-même. Mais Zizi se prend bientôt à son propre piège : elle est « chipée ». 

## Fiche technique
- Titre original : Chipée
- Réalisation : Roger Goupillières
- Scénario : Alex Madis, d'après sa pièce[1], comédie en trois actes d'Albert Willemetz et Alex Madis
- Décors : Robert Dumesnil
- Photographie : Nicolas Hayer
- Musique : Raoul Moretti et Fabrice Hermano
- Production : Fernand Rivers
- Société de production : Consortium général du film
- Pays de production :  France
- Format : Noir et blanc - 35 mm - 1,37:1
- Genre : Comédie romantique
- Durée : 84 minutes
- Dates de sortie : 
  - France : 10 février 1938

## Distribution
- Victor Boucher : Chabrat
- Andrée Guize : Zizi Flor
- Paul Pauley : Masson
- Baron fils : M. Zuiderzée
- Lugné-Poe : l'administrateur
- Suzanne Dehelly : Mme Point
- Charlotte Lysès : Mme Zuiderzée
- Rivers Cadet : l'huissier
- Clara Tambour : Louise
- Giselle Maro : Croquette
- Jacqueline Marbaux
- René Lacourt
- Pierre Huchet
- Titys
- Jacques Beauvais
- Marcel Loche